# ダニエーレ・ランツォーニ
ダニエーレ・ランツォーニ（Daniele Ranzoni、1843年12月3日 – 1889年10月20日）はイタリアの画家である。

## 略歴
現在のイタリア、ヴェルバーノ・クジオ・オッソラ県のマッジョーレ湖畔の村、イントラ(Intra)で靴屋の息子に生まれた。早くから絵の才能を示し、マッジョーレ湖の保養地に集まる富裕な人々の支援を受けて13歳でミラノのブレラ美術アカデミーに入学し、トリノのアルベルティーナ美術学校でも学んだ。ブレラ美術アカデミーで再び、モーゼ・ビアンキやトランクイッロ・クレモナとともに、ジュゼッペ・ベルティーニに学んだ。
イントラに戻り、両親の家で画家として働いていたが、1868年のサン・ベルナルディーノの洪水でイントラが被害を受けた後ミラノに移った。
ミラノではトランクイッロ・クレモナと彫刻家のジュゼッペ・グランディ(Giuseppe Grandi: 1843–1894)と活動した。当時のミラノでは共和主義的作家たちの「スカピリアトゥーラ派」(scapigliatura)という前衛芸術運動が盛んで、ランツォーニもそのメンバーとされることがある。1873年から1877年にはマッジョーレ湖の富裕層のなかでも活動し、ロシアの貴族、トルベツコイ公爵家のピーテル・トルベツコイ(Peter Troubetzkoy)と結婚したアメリカ人オペラ歌手、エイダ・トルベツコイ(Ada Troubetzkoy)からの支援を受け、公爵家の3人の息子たちに美術を教えた。息子たちの一人パオロ・トルベツコイ(Paolo Troubetzkoy: 1866-1938)は後に彫刻家として知られるようになる人物である。彼らがミラノの寄宿学校に移ると、ランツォーニはイギリスに移った。
3年ほどケントなどで活動し、1879年にロイヤル・アカデミー・オブ・アーツの展覧会で作品が落選した後、イタリアに帰国したが、ミラノでのスカピリアトゥーラ派の活動は過去のものとなっていて、この頃世界的な経済不況でマッジョーレ湖を訪れる富裕層も減り、エイダ・トルベツコイの邸も売りに出され、トルベツコイ夫妻も離婚し、パトロンを失うことになった。さまざまな心労で精神病院に入院することになった。病院を退院後、別のロシアのパトロン、アントワネット・ド・サン・レジェの支援を受けた。
イントラで45歳で死去した。

## 作品

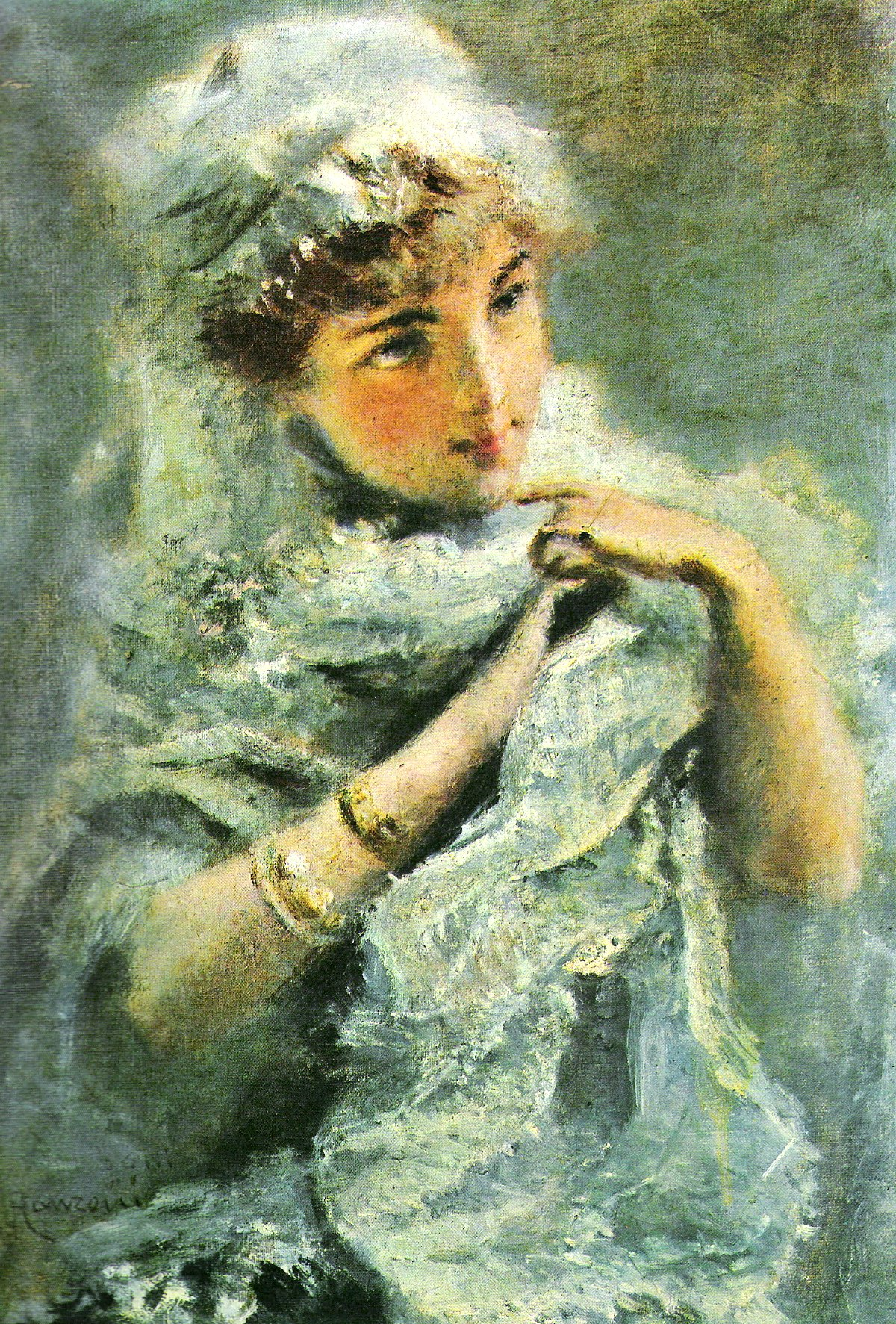
少女像 (1886)
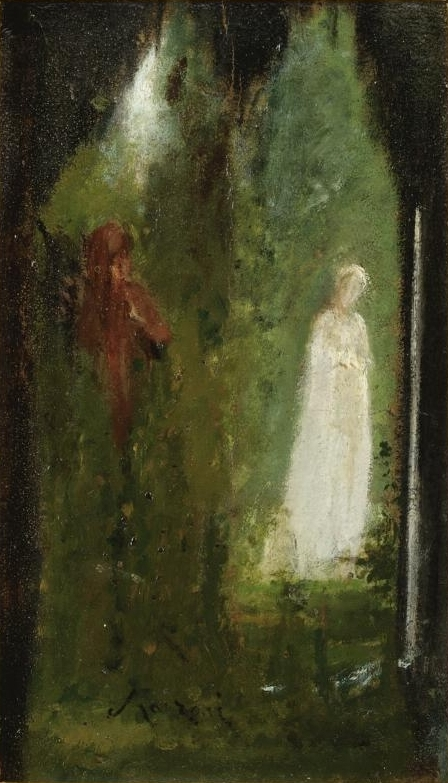
ダンテとベアトリーチェ
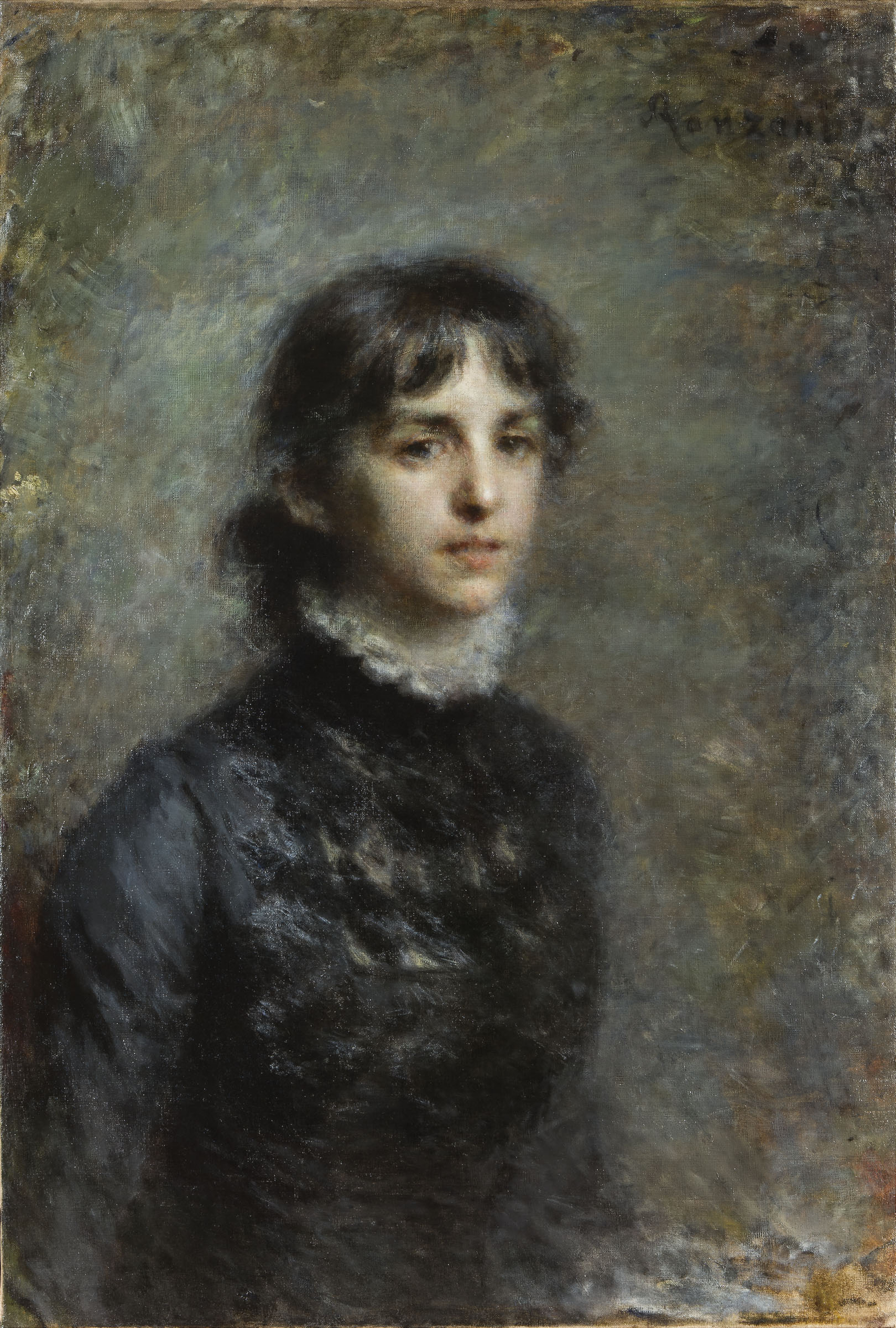
アントワネット・ド・サン・レジェ
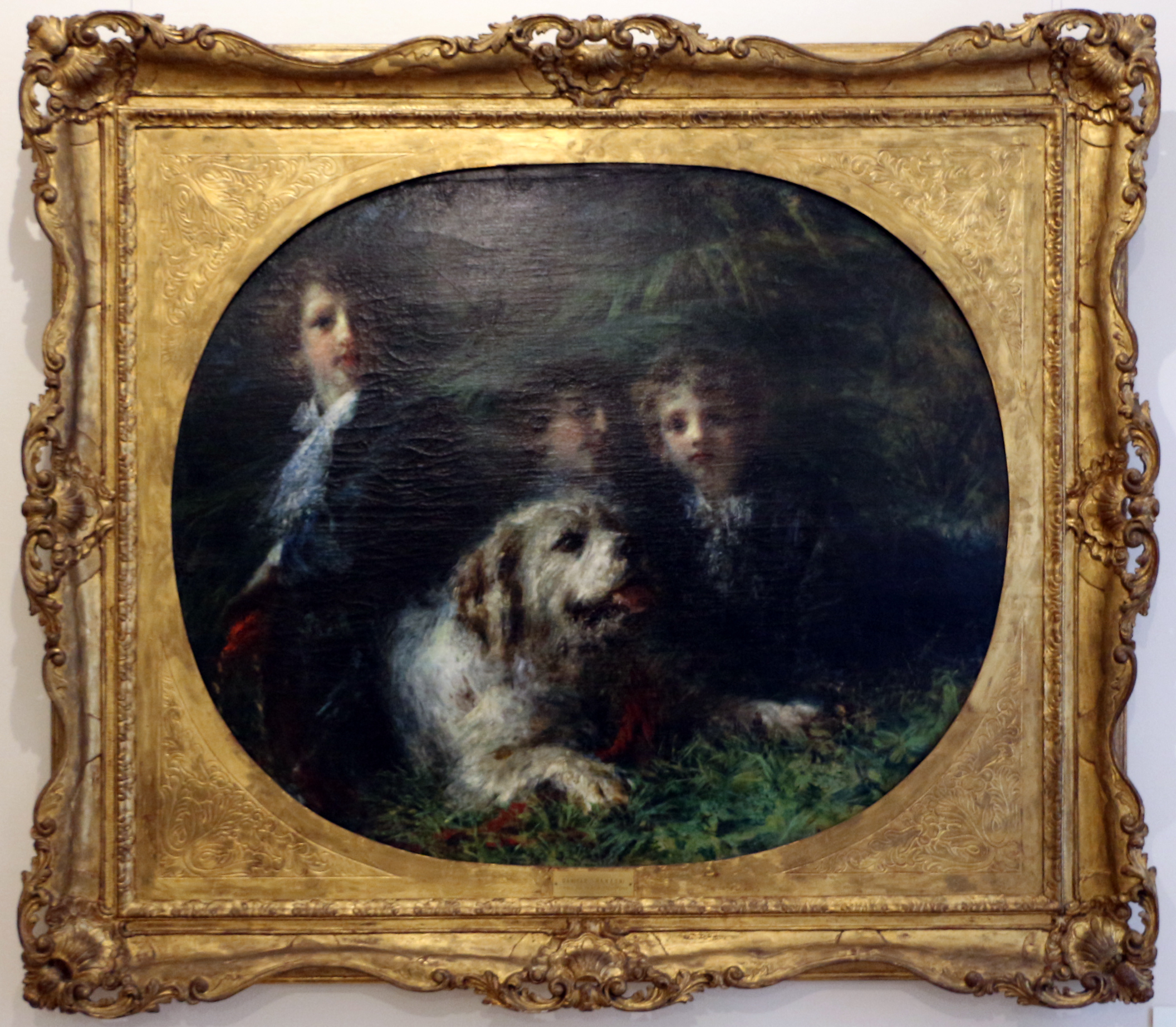
トルベツコイの子供たちと犬